# Stenospermation brachypodum
Stenospermation brachypodum — вид квіткових рослин із родини кліщинцевих (Araceae), роду Stenospermation. Це ліана, рідним ареалом якої є Еквадор.